# هنري كلاي باين
هنري كلاي باين (بالإنجليزية: Henry Clay Payne) (و. 1843 – 1904 م) هو سياسي من الولايات المتحدة الأمريكية .